# Mondion
Mondion is een gemeente in het Franse departement Vienne (regio Nouvelle-Aquitaine) en telt 102 inwoners (2015). De plaats maakt deel uit van het arrondissement Châtellerault.

## Geografie
De oppervlakte van Mondion bedraagt 8,8 km², de bevolkingsdichtheid is 16,9 inwoners per km².
De onderstaande kaart toont de ligging van Mondion met de belangrijkste infrastructuur en aangrenzende gemeenten.

## Demografie
Onderstaande figuur toont het verloop van het inwonertal (bron: INSEE-tellingen).

## Bekende inwoner
- Alberto Manguel, Argentijns-Canadese literator